# Rubio (Venezuela)
Rubio es una ciudad venezolana del Estado Táchira la cual es capital del municipio de Junín. Conocida también como la ciudad pontálida por la cantidad de puentes que existen. Fue fundada por Gervasio Rubio en 1794 con el nombre de «La Ciudad Pontálida». Comienza a ser considerada una parroquia para el año de 1868 y en enero de 1872, Juan Hilario Bosset donó dos fanegas de tierra de su posesión para el templo de Rubio y la plaza. Posee una población estimada de 89 528 habitantes para el año 2023.

## Economía
La economía de la ciudad se basó en el pasado en la producción de café, y hoy en día depende del sector terciario y algunas producciones agropecuarias locales. La primera explotación de petróleo en Venezuela comenzó en 1883 en La Petrolia por la «Compañía Nacional Minera Petrolía del Táchira» y el primer pozo explotado se le denominó Salvador. Debido a sus numerosos hospitales y oficinas bancarias, así como múltiples instituciones educativas, es conocida como la ciudad educadora de Venezuela.
Como lugar de interés turístico destaca la Iglesia de Santa Bárbara, de estilo neogótico la cual cuenta con ladrillos fabricados localmente con arcilla.

## Geografía física

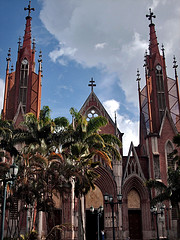
Iglesia de Santa Bárbara.

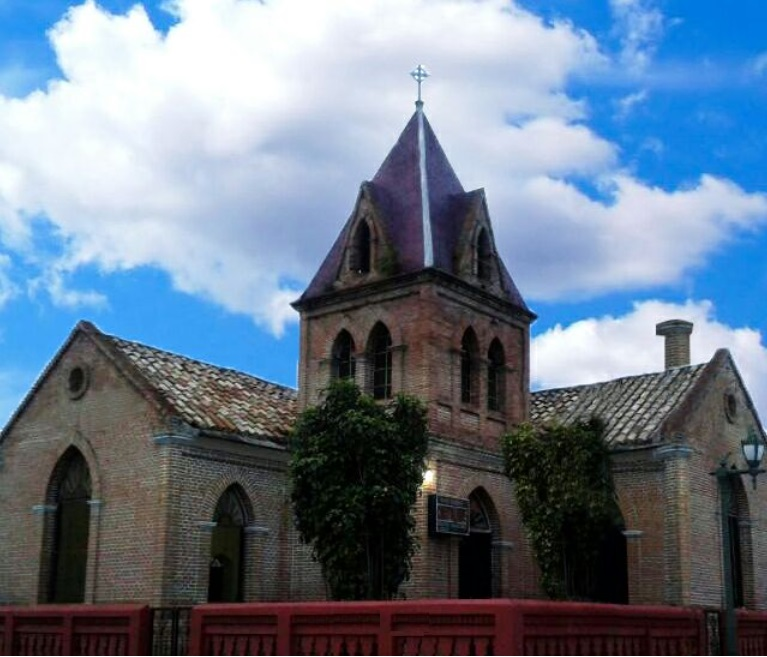
Arquitectura nórdica de la Iglesia Evangélica Cristo Vive en Rubio, más conocida como la iglesia de la Cruz Celta.

### Situación
La ciudad de Rubio está situada en la parte suroeste del estado de Táchira, a una altitud de 825 m s. n. m.

## Medios de comunicación
Radio:
- Bramonense FM - 91.7 (Bramón / Comunitaria).
- Radio Nacional de Venezuela - 96.9 FM (Rubio / Sistema Nacional de Medios Públicos).
- Kania - 97.3 FM (Rubio / Comunitaria).
- Tiuna FM - 104.7 FM (Rubio / Sistema Nacional de Medios Públicos).
- Dinamica - 105.5 FM (Rubio / Sistema Nacional de Medios Públicos).

## Monumentos y lugares de interés

### Monumentos civiles
- Plaza Bolívar
- Plaza Gervasio Rubio.
- Plaza Urdaneta.

### Monumentos religiosos
- La campana de Santa Bárbara.
- Iglesia Santa Bárbara.
- Iglesia evangélica Cristo Vive.
- Iglesia evangélica Unidos para Cristo.

### Otros
- Casa de Gervasio Rubio.
- Parque La Petrolia.
- Club Sucre.
- Salón de lectura.
- Museo de Rubio.
- Centro de Investigación del Café.
- Centro Interamericano de Educación Rural.
- Centro de Investigación Agropecuaria.
- Museo histórico y étnico.
- Parque Nicolás de Palencia.
- Minas de carbón.
- Parque recreativo Cueva de los Santos.
- Cerro "La Piedra".
- Casa de los corredores.
- Escuela de música "Francisco Javier Marciales".
- Sistema de orquesta "módulo Rubio".
- Parque de recreación.
- Estadio Leonardo Alarcón.
- Unidad educativa estadal "Estado Mérida".
- Universidad pedagógica experimental Libertador
- Instituto pedagógico rural "Gervasio Rubio".
- Parque de recreación.
- Liceo Bolivariano Las Américas.

### Clubes Deportivos
- Alianza Deportiva Rubio FC.
- Atlético Rubio FC.
- Escuela Deportiva Rodeo FC.
- Escuela de béisbol Menor Julio Duarte.
- Fundaben.
- Fundación de baloncesto Delia Vera 12.